# Papaichton
Papaïchton és un municipi francès, situat a la regió d'ultramar de la Guaiana Francesa. L'any 2006 tenia 1.456 habitants. Limita al nord amb Grand-Santi, a l'est amb Saül al sud amb Maripasoula i a l'oest amb Surinam. La màxima alçària és el Kotika (722 m).
És la capital dels aluku o boni, ètnia formada per antics esclaus cimarrons fugits de Surinam, ja que hi resideix el seu granman, cap religiós.

En roig el territori comunal de Papaïchton.

## Demografia
| 1962                                       | 1968 | 1975 | 1982 | 1990 | 1999  |
| ------------------------------------------ | ---- | ---- | ---- | ---- | ----- |
| ?                                          | ?    | ?    | ?    | 750  | 1.650 |
| Des de 1962: població sense dobles comptes |      |      |      |      |       |

## Administració
| Període   | Identitat    | Partit |
| --------- | ------------ | ------ |
| 2001-2008 | Joseph Ateni |        |
| 2008-     | Richard Lobi |        |

## Història
- 1895: És fundada la vila pel granman Ochi.
- 1930: Creació del territori d'Inini, la divisió administrativa que conté Papaïchton
- 1946: Departamentalització de la Guaiana, el territori es va convertir en un districte
- 1968: Creació del cercle municipal de Grand-Santi-Papaïchton-Apatou
- 1969: Els cercles municipals es transformen en municipis
- 1976: Separació de les Comunes d'Apatou i Grand-Santi Papaïchton
- 1992: Separació de les comunes de Grand-Santi i Papaïchton

## La catàstrofe de Loka
Loka és un llogaret de centenars d'habitants de Papaïchton. L'abril de 2006 va ser l'escenari d'un drama després d'un accident que va causar la mort de catorze persones (12 nens), tots de la mateixa família. Les víctimes semblen haver estat intoxicades pel monòxid de carboni que provenia d'un generador mal tancat per enèsima vegada en la cambra de bany al costat d'una habitació desocupada de les 4 que contenia la vila. El tall de subministrament d'electricitat de la xarxa són freqüents, cosa que obligà als membres de la família Akodjo a passar la nit junts a la casa gran (15 metres per 17) envoltat per cases construïda de manera més rudimentària.